# Værløse
Værløse is een plaats en voormalige gemeente in Denemarken.

## Plaats
De plaats Værløse telt 12.494 inwoners (2007). Værløse ligt ingeklemd tussen 3 meren: Furesø, Farum Sø en Søndersø. De Hillerødmotorvejen loopt ten oosten van de plaats.

## Voormalige gemeente
De oppervlakte bedroeg 33,99 km². De voormalige gemeente telde 18.649 inwoners waarvan 9171 mannen en 9478 vrouwen (cijfers 2005). Sinds 2007 behoort de gemeente tot de nieuwe gemeente Furesø.

## Sport
- Værløse BK